# Francavilla d'Ete
Pour les articles homonymes, voir Francavilla.
Francavilla d'Ete est une commune italienne d'environ 1 000 habitants, située dans la province de Fermo, dans la région Marches, en Italie centrale.

## Administration
| Période                                  | Période     | Identité          | Étiquette    | Qualité |
| ---------------------------------------- | ----------- | ----------------- | ------------ | ------- |
| 14 juin 2004                             | 8 juin 2009 | Andrea Luciani    |              |         |
| 8 juin 2009                              | En cours    | Nicolino Carolini | liste civile | maire   |
| Les données manquantes sont à compléter. |             |                   |              |         |

### Communes limitrophes
Corridonia, Fermo, Mogliano, Monte San Pietrangeli, Montegiorgio